# Manfred Manglitz
Manfred Manglitz (Colonia, 8 de marzo de 1940) es un exfutbolista alemán que jugaba como guardameta.

## Selección nacional
Fue internacional con la selección de Alemania Federal en 4 ocasiones. Formó parte de la selección que obtuvo el tercer lugar en la Copa del Mundo de 1970, pese a no haber jugado ningún partido durante el torneo.

### Participaciones en Copas del Mundo
| Mundial                        | Sede   | Resultado    | Partidos | Goles |
| ------------------------------ | ------ | ------------ | -------- | ----- |
| Copa Mundial de Fútbol de 1970 | México | Tercer lugar | 0        | 0     |

## Clubes
| Club                     | País             | Año       |
| ------------------------ | ---------------- | --------- |
| Bayer 04 Leverkusen      | Alemania Federal | 1961-1963 |
| Meidericher SV Duisburg  | Alemania Federal | 1963-1969 |
| FC Colonia               | Alemania Federal | 1969-1971 |
| FSV Gebäudereiniger Köln | Alemania Federal | 1974-1975 |
| FC Mülheim               | Alemania Federal | 1975-1976 |
| FSV Gebäudereiniger Köln | Alemania Federal | 1976-1978 |
| SC West Köln             | Alemania Federal | 1978-1980 |

## Condecoraciones
| Distinción      | Año  |
| --------------- | ---- |
| Laurel de Plata | 1970 |